# 2013 în teatru
- 2011 în teatru - 2012 în teatru - 2013 în teatru - 2014 în teatru - 2015 în teatru

## Premiere
Teatrul Național București
- Omul care a văzut moartea de Victor Eftimiu - regia Dan Tudor - Sala Mică
- Micul infern de Mircea Ștefănescu - regia Mircea Cornișteanu - Sala Pictură
- Nebun din dragoste (Fool for Love) de Sam Shepard - regia Claudiu Goga - Sala Media, apoi la Atelier
- Revizorul de Gogol, regia Felix Alexa - Sala Studio.[1]

Teatrul Bulandra
Teatrul de Comedie
Teatrul Act
Teatrul Odeon
Teatrul Mic